# Ignacio de Lecea y Ledesma
Ignacio de Lecea y Ledesma (1916-Barcelona, 25 de febrer de 2002) fou un magistrat, conegut per haver instruït el cas Banca Catalana.

## Biografia
Va començar la carrera judicial al Jutjat de Balaguer el 1944. Posteriorment seria destinat a El Vendrell, Barcelona, Montblanc, Berga, Vilanova i la Geltrú i Sant Feliu de Llobregat. L'any 1969 aconseguiria una plaça ja com a magistrat de l'Audiència de Barcelona, i el 1984 seria nomenat President de la Sala Segona del Civil de la mateixa audiència. El 10 de juliol de 1984 va rebre l'encàrrec del Ple de l'Audiència de Barcelona d'instruir el Cas Banca Catalana, per investigar presumptes irregularitats comeses per diversos directius de l'entitat. L'octubre de 1984 va prendre declaració durant dues hores i mitja al llavors President de la Generalitat, Jordi Pujol i Soley, a la Casa dels Canonges, en presència dels seus advocats Joan Piqué Vidal i Juan Córdoba Roda i dels fiscals Carlos Jiménez Villarejo i José María Mena. El març de 1985 de Lecea va intentar dimitir com a magistrat d'aquest cas, però l'Audiència no li va acceptar la dimissió. El maig de 1986 donaria per conclosa la investigació (compilada en 3.000 folis en nou volums, que es i uns 65.000 folis de documentació), exculpant a tots els acusats. Lecea es va jubilar el 23 d'octubre del mateix any, en complir els 70 anys, després de 42 anys en la carrera judicial.
El 1988 va acceptar l'oferiment de l'Ajuntament de Barcelona d'esdevenir president del Consell Tributari Municipal, el primer òrgan defensor del contribuent d'àmbit local creat a Espanya, càrrec exerciria fins a la seva defunció el 2002. És enterrat al Cementiri de Montjuïc. Estava casat amb María del Carmen Flores de Lemus Giménez, amb qui tenia nou fills.